# Mahamadou Diawara
Mahamadou Diawara (Longjumeau, 17 febbraio 2005) è un calciatore francese, centrocampista del Le Havre, in prestito dall'Olympique Lione.

## Carriera

### Club
Ha trascorso cinque anni nel settore giovanile del Paris Saint-Germain prima di trasferirsi all'Olympique Lione nel 2023. L'8 ottobre dello stesso anno ha debuttato in prima squadra nell'incontro di prima divisione francese pareggiato 3-3 contro il Lorient. Il 17 gennaio 2025 passa in prestito al Le Havre.

### Nazionale
Ha giocato nella nazionale francese Under-19.

## Statistiche

### Presenze e reti nei club
Statistiche aggiornate all'8 febbraio 2025.
| Stagione                 | Squadra                  | Campionato               | Campionato | Campionato | Coppe nazionali | Coppe nazionali | Coppe nazionali | Coppe continentali | Coppe continentali | Coppe continentali | Altre coppe | Altre coppe | Altre coppe | Totale | Totale | Totale |
| Stagione                 | Squadra                  | Comp                     | Pres       | Reti       | Comp            | Pres            | Reti            | Comp               | Pres               | Reti               | Comp        | Pres        | Reti        | Pres   | Reti   |        |
| ------------------------ | ------------------------ | ------------------------ | ---------- | ---------- | --------------- | --------------- | --------------- | ------------------ | ------------------ | ------------------ | ----------- | ----------- | ----------- | ------ | ------ | ------ |
| 2023-2024                | Olympique Lione 2        | N3                       | 7          | 1          | -               | -               | -               | -                  | -                  | -                  | -           | -           | -           | 7      | 1      |        |
| 2024-gen. 2025           | Olympique Lione 2        | N3                       | 1          | 0          | -               | -               | -               | -                  | -                  | -                  | -           | -           | -           | 1      | 0      |        |
| Totale Olympique Lione 2 | Totale Olympique Lione 2 | Totale Olympique Lione 2 | 8          | 1          |                 | -               | -               |                    | -                  | -                  |             | -           | -           | 8      | 1      |        |
| 2023-2024                | Olympique Lione          | L1                       | 11         | 0          | CF              | 1               | 0               | -                  | -                  | -                  | -           | -           | -           | 12     | 0      |        |
| 2024-gen. 2025           | Olympique Lione          | L1                       | 2          | 0          | CF              | 0               | 0               | UEL                | 2                  | 0                  | -           | -           | -           | 4      | 0      |        |
| Totale Olympique Lione   | Totale Olympique Lione   | Totale Olympique Lione   | 13         | 0          |                 | 1               | 0               |                    | 2                  | 0                  |             | -           | -           | 16     | 0      |        |
| gen.-giu. 2025           | Le Havre                 | L1                       | 3          | 0          | CF              | -               | -               | -                  | -                  | -                  | -           | -           | -           | 3      | 0      |        |
| Totale carriera          | Totale carriera          | Totale carriera          | 24         | 1          |                 | 1               | 0               |                    | 2                  | 0                  |             | -           | -           | 27     | 1      |        |